# 40 anni
40 anni - Storie di Ramblers, d'innocenza, d'esperienza è un album dal vivo di Cisco, Giovanni Rubbiani e Alberto Cottica pubblicato il 31 ottobre 2016 dall'etichetta discografica Cisco Produzioni.

## Descrizione
L'album riporta registrazioni del tour dal vivo nel 2010 a La Claque di Genova e al Teatro Salomone di Cherasco. Mixato al Bunker di Rubiera.

## Tracce
1. Presentazione – 0:23
2. Quarant'anni – 3:44 (Rubbiani, Cottica)
3. Il mulo – 3:27 (Cisco, Rubbiani, Magnelli)
4. Terra di latte e miele – 4:01 (Cisco, Rubbiani)
5. Notturno, Camden Lock – 4:10 (Cottica)
6. Tina – 3:29 (Cisco)
7. Remedios la bella – 3:55 (Rubbiani)
8. Cent'anni di solitudine – 3:31 (Cottica)
9. Oltre il ponte – 5:12 (I. Calvino, S. Liberovici)
10. I ribelli della montagna (Tradizionale) – 4:13
11. L'uomo delle pianure – 4:28 (Rubbiani)
12. Al dievel – 3:41 (Ghiacci)
13. Il bersagliere (Tradizionale) – 2:16
14. Anime di passaggio – 3:42 (Cisco)

## Formazione
- Cisco – voce, bodhran, chitarra
- Alberto Cottica – fisarmonica, piano, cori
- Giovanni Rubbiani – chitarra acustica, cori